# 彼得·考卡尔 (羽毛球运动员)
彼得·考卡尔（捷克語：Petr Koukal，1985年12月14日—），捷克男子羽毛球運動員。

## 簡歷
2008年，彼得·考卡尔代表捷克出戰北京奥运会羽毛球男子單打比賽，在首圈以1比2（21-10、12-21、15-21）負於英國的安德鲁·史密斯出局。
2010年9月，考卡尔在打进碧特博格羽毛球公開賽半决赛後，被告知患上睾丸癌。在确诊16小时后，他馬上接受了手术，此後又进行了长达三个月的化疗。在病患好转後，考卡尔重新站在羽毛球场上，更在2011年5月的捷克全国锦标赛中，第五度在該賽事稱冠。
2012年7月，考卡尔代表捷克出戰英國倫敦舉行的奥林匹克运动会羽毛球比賽男子單打項目。在小組賽階段，先後負於印尼的陶菲克和西班牙的巴勃罗·阿维安，兩戰全敗出局。在開幕典禮上，捷克奥委会没有挑选金牌运动员，卻反而推选了考卡尔擔任代表团的旗手。捷克羽协描述此安排为：“人类的一小步，捷克羽毛球的一大步，考卡尔人生的一次飞跃”。
2013年8月，考卡尔參加中國廣州舉行的世界羽毛球錦標賽，出戰男子單打項目，首圈以2-1擊敗荷蘭選手埃里克·迈斯晉級，但在第二圈與13號種子、印度的卡夏普·帕鲁帕利對戰時，卻因傷被迫退出。
2014年8月，考卡尔參加丹麥哥本哈根舉行的世界羽毛球錦標賽，出戰男子單打項目。首圈以2-0擊敗俄羅斯選手弗拉基米尔·伊万诺夫晉級，但在第二圈就以1比2（15-21、21-19、7-21）不敵6號種子、中國的王睜茗出局。
2015年8月，考卡尔參加印尼雅加達舉行的世界羽毛球錦標賽，出戰男子單打項目，首圈就以0比2（14-21、11-21）不敵7號種子、丹麥的维克托·阿萨尔森出局。
2016年，考卡尔決定在里約奧運會後退役，告別國際賽的舞台。捷克羽聯（Czech Badminton Federation）特別安排在10月舉行的布拉格羽毛球公開賽期間舉辦表演賽，並邀請現役丹麥男單名將汉斯-克里斯蒂安·维汀哈斯與他對賽。考卡尔表示，他在2010年發現患上睾丸癌前，最後一場比賽就是在碧特博格羽毛球黃金大獎賽與维汀哈斯對陣，所以特別邀請他來作告別戰的對手。最終，他以0比2（17-21、19-21）落敗，正式結束運動員生涯。

## 主要比賽成績
只列出曾進入準決賽的國際賽事成績：
| 年份   | 賽事                     | 公開賽級別 | 項目     | 成績   |
| ------ | ------------------------ | ---------- | -------- | ------ |
| 2008年 | 羅馬尼亞羽毛球國際賽     | 國際系列賽 | 男子單打 | 準決賽 |
| 2009年 | 捷克羽毛球國際賽         | 國際挑戰賽 | 男子單打 | 冠軍   |
| 2010年 | 斯洛文尼亞羽毛球國際賽   | 國際系列賽 | 男子單打 | 準決賽 |
| 2010年 | 碧特博格羽毛球黃金大獎賽 | 黃金大獎賽 | 男子單打 | 準決賽 |
| 2011年 | 斯洛伐克羽毛球公開賽     | 國際系列賽 | 男子單打 | 冠軍   |
| 2011年 | 捷克羽毛球國際賽         | 國際挑戰賽 | 男子單打 | 亞軍   |
| 2014年 | 美國羽毛球大獎賽         | 大獎賽     | 男子單打 | 亞軍   |

| 2007-2017年 | 首要超級賽 | 超級賽 | 黃金大獎賽 | 大獎賽 | 國際挑戰賽 | 國際系列賽 | 未來系列賽 | 其他 |

| 2018-2026年 | 總決賽 | 超級1000賽 | 超級750賽 | 超級500賽 | 超級300賽 | 超級100賽 | 國際挑戰賽 | 國際系列賽 | 未來系列賽 | 其他 |

### 奧運會和世錦賽參賽紀錄
|          | 2006 | 2007 | 2008         | 2009        | 2010 | 2011 | 2012       | 2013        | 2014 | 2015 | 2016       |
| -------- | ---- | ---- | ------------ | ----------- | ---- | ---- | ---------- | ----------- | ---- | ---- | ---------- |
| 男子單打 | 64強 | 64強 | 第一輪(64強) | 64強 (退賽) | 64強 | 64強 | 小組第三名 | 32強 (退賽) | 32強 | 64強 | 小組第三名 |